# Sülstorf
Sülstorf település Németországban, Mecklenburg-Elő-Pomeránia tartományban. Lakosainak száma 834 fő (2023. december 31.). Sülstorf Uelitz és Hoort községekkel határos.

## Népesség
A település népességének változása:
| Lakosok száma | 825  | 815  | 854  | 848  | 834  |
|               | 2017 | 2019 | 2021 | 2022 | 2023 |